# Тоненго
Тоненго, Тоненґо (італ. Tonengo, п'єм. Tonengh) — муніципалітет в Італії, у регіоні П'ємонт,  провінція Асті.
Тоненго розташоване на відстані близько 510 км на північний захід від Рима, 25 км на схід від Турина, 30 км на північний захід від Асті.
Населення — 219 осіб (2014).

## Демографія
Населення за роками:

Станом на 31 грудня 2014 року в муніципалітеті офіційно проживало 9 іноземців з 2 країн, серед них 8 громадян країн Євросоюзу.

## Сусідні муніципалітети
- Араменго
- Казальборгоне
- Каваньоло
- Кокконато
- Лауріано
- Морансенго